# Mycocaliciales
Mycocaliciales är en ordning av svampar. Mycocaliciales ingår i klassen Eurotiomycetes, divisionen sporsäcksvampar och riket svampar.
|                | Pyrenulales                                                         |
|                |                                                                     |
|                | Onygenales                                                          |
|                |                                                                     |
|                | Verrucariales                                                       |
|                |                                                                     |
|                | Eurotiales                                                          |
|                |                                                                     |
|                | Chaetothyriales                                                     |
|                |                                                                     |
| Mycocaliciales | \| \| Sphinctrinaceae \| \| \| \| \| \| Mycocaliciaceae \| \| \| \| |
|                | \| \| Sphinctrinaceae \| \| \| \| \| \| Mycocaliciaceae \| \| \| \| |
|                | Coryneliales                                                        |
|                |                                                                     |
|                | Ascosphaerales                                                      |
|                |                                                                     |
|                | Arachnomycetales                                                    |
|                |                                                                     |
|                | Monascaceae                                                         |
|                |                                                                     |
|                | Strigulaceae                                                        |
|                |                                                                     |
|                | Eremascaceae                                                        |
|                |                                                                     |
|                | Amorphothecaceae                                                    |
|                |                                                                     |
|                | Rhynchomeliola                                                      |
|                |                                                                     |
|                | Sarcinomyces                                                        |
|                |                                                                     |
|                | Cyanopyrenia                                                        |
|                |                                                                     |
|                | Calyptrozyma                                                        |
|                |                                                                     |
|                | Arthropycnis                                                        |
|                |                                                                     |
|                | Rhynchostoma                                                        |
|                |                                                                     |
|                | Azureothecium                                                       |
|                |                                                                     |
|                | Sphinctrinaceae                                                     |
|                |                                                                     |
|                | Mycocaliciaceae                                                     |
|                |                                                                     |

|  | Sphinctrinaceae |
|  |                 |
|  | Mycocaliciaceae |
|  |                 |